# Linköpings HC
Linköpings HC is een ijshockeyclub uit Linköping in Zweden. De club werd opgericht op 4 augustus 1976. De club eindigde als tweede bij het Zweedse kampioenschap in 2007 en 2008.